# Ich sing’ mich in dein Herz hinein (1946)
Ich sing’ mich in dein Herz hinein ist eine US-amerikanische Filmkomödie aus dem Jahr 1946 von Richard Wallace mit Deanna Durbin, Charles Laughton und Franchot Tone in den Hauptrollen.

## Handlung
Nach einem erfolgreichen Auftritt in der Broadway-Produktion von Cyrano de Bergerac freut sich der Schauspieler John Sheridan auf einen ausgedehnten Angelurlaub in Maine. Bevor er das Theater verlässt, teilt John dem Bühnenautor Paul Taylor mit, dass er eine unbekannte, junge Schauspielerin als Co-Star für die nächste Produktion, Strange Laughter, haben möchte. Mit Hilfe ihrer Freundin Nora Bartlett bringt die Kellnerin Kim Walker John dazu, ein Empfehlungsschreiben an seinen Produzenten Charles Gilbert zu unterschreiben. Als Charles den Brief liest und Kim kennenlernt, bietet er ihr die Hauptrolle in Strange Laughter an, doch Paul hält Kim für eine unerfahrene Amateurin und schwört, sie aus dem Stück fernzuhalten. 
Nachdem sein Urlaub durch ungewöhnlichen Regen ruiniert wurde, kehrt John nach New York zurück, ohne zu wissen, dass Charles zu Kims Ehren eine Party in der Wohnung des Schauspielers gibt. John findet Gefallen an der jungen Frau und macht bei ihrer Täuschung mit, bis sie die Party verlassen können. Nachdem er sie jedoch nach Hause gebracht hat, rät John der unerfahrenen Kim, die Schauspielerei aufzugeben und in ihre Heimatstadt in North Dakota zurückzukehren. Stattdessen platziert Nora eine Geschichte in den Zeitungen, dass Kim einen Selbstmordversuch unternommen habe, nachdem John sie abgewiesen hatte. Um sein Image wiederherzustellen, geht John am nächsten Abend mit Kim aus. Nachdem sie ihm Danny Boy vorgesungen hat, ist er so beeindruckt, dass er schließlich einwilligt, ihr die weibliche Hauptrolle in Strange Laughter zu geben. 
In der Zwischenzeit beginnt Paul, sich für Kims Selbstmordversuch verantwortlich zu fühlen, da er glaubt, er habe ihr keine Hoffnung gegeben, als er sie für das Stück ablehnte. Paul bietet ihr die bevorzugte Rolle an, nur um herauszufinden, dass sie sie bereits von John bekommen hatte. Kim hat sich in den Dramatiker verliebt und gesteht alles, aber Paul hält ihre Aufrichtigkeit für weitere Täuschung. Als die Proben für das Stück beginnen, ist Paul in seiner Regie so grausam zu Kim, dass John droht, die Produktion zu verlassen. Stattdessen kündigt Paul und John übernimmt die Regiearbeit. Am Tag vor der Premiere von des Stücks fordert Paul öffentlich, dass sein Name aus dem Abspann des Stücks entfernt wird. Kim jagt Paul durch das ganze Hotel in einem vergeblichen Versuch, ihn dazu zu bringen, an der letzten Generalprobe des Stücks teilzunehmen. 
Am Premierenabend teilt Nora John mit, dass Kim sich nach Paul sehnt, also lenkt John sie von Paul ab, indem er vorgibt, selbst in sie verliebt zu sein. Nachdem er in den Pausen gehört hat, wie Kritiker Kims Arbeit loben, schleicht sich Paul ins Theater und sieht den Schluss des Stücks. Als John ihn hinter der Bühne sieht, ändert er das Ende des Stücks, damit Kim und Paul auf der Bühne wieder vereint sein können.

## Hintergrund
Gedreht wurde der Film von Mitte August bis Ende Oktober 1945 in den Universal-Studios in Universal City.
Robert Clatworthy und John B. Goodman oblag die künstlerische Leitung. Russell A. Gausman und Oliver Emert waren für das Szenenbild zuständig, Travis Banton für die Kostüme, Jack P. Pierce für das Maskenbild. Verantwortliche Toningenieure war Bernard B. Brown, unterstützt von Joe Lapis und Ronald Pierce.
Für Helen Broderick war es die letzte Rolle in einem Kinofilm.

## Musik
Unter der Orchesterleitung von Eugene Zádor wurden folgende Songs im Film gespielt:
- Lover von Rodgers und Hart
- Danny Boy von Frederic Weatherly
- Good Bye! von Francesco Paolo Tosti und George John Whyte-Melville

## Veröffentlichung
Die Premiere des Films fand am 18. Januar 1946 statt. In Österreich kam er am 30. Juni 1950 in die Kinos. In der Bundesrepublik Deutschland wurde er am 29. März 1982 unter dem Titel Seinetwegen im deutschen Fernsehen ausgestrahlt.

## Kritiken
Der Filmkritiken-Aggregator Rotten Tomatoes hat in einer Auswertung ein Publikumsergebnis von 46 Prozent positiver Bewertungen ermittelt.
Bosley Crowther von der The New York Times lobte Charles Laughtons herrlich raumgreifende Leistung. Zwar übertreibe er auf der ganzen Linie, aber sein grandioses Schauspiel passe zu den allgemeinen Übertreibungen der Handlung. Das könne man leider nicht von Deanna Durbin sagen. Es werde immer deutlicher, dass die Dame als Schauspielerin ernsthafte Einschränkungen habe. Im Großen und Ganzen sei der Film eine recht angenehme Abwechslung, vor allem, weil Mr. Laughton die Weisheit hatte, Zurückhaltung über Bord zu werfen. Wenn das Ganze natürlich keinen Sinn ergebe, dann solle man sich an Edmund Beloin und Sig Herzig wenden, deren Drehbuch Anzeichen dafür zeige, dass es willkürlich zusammengeschustert wurde.
Die Variety nannte den Film eine fröhliche Mischung aus Musik, Komödie und Drama mit einer guten Geschichte und einer Top-Besetzung.
Das Lexikon des internationalen Films schrieb: „Eine witzige Komödie, die vor allem Charles Laughton in der Rolle des Bühnenstars Gelegenheit gibt, in allen Nuancen seiner Mimik zu glänzen.“